# Válide szultána

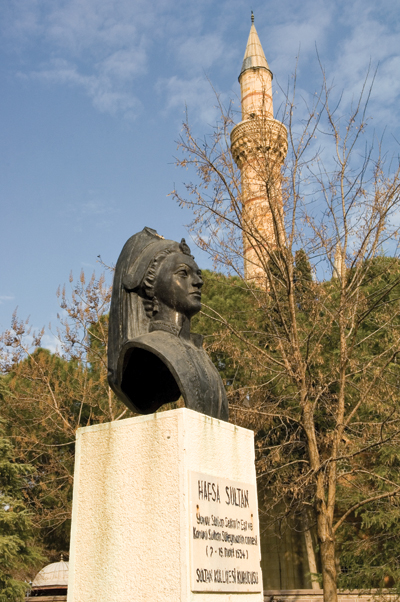
Ajse Hafsza szultána szobra Maniszában

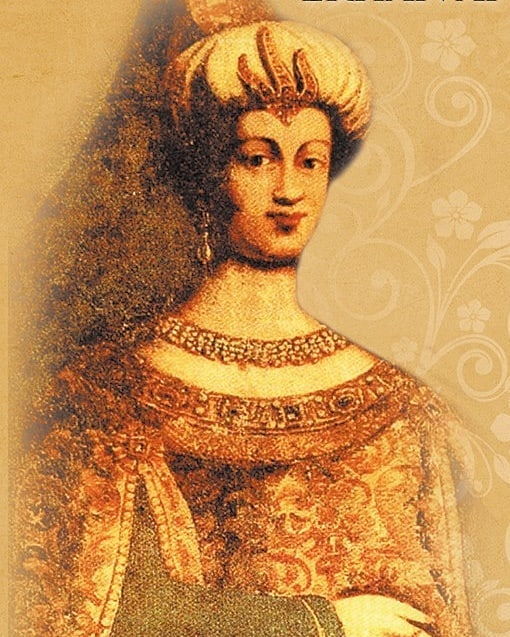
Köszem szultána

A válide szultána (oszmán-törökül: والده سلطان – szó szerint: „a szultán anyja” –, válide szultán vagy szultán nagyasszony) oszmán főhatalmi cím, melyet a szultán anyja viselhetett. A hárem és a szultáni szeráj (a Topkapı) irányítója, az asszonyok vezetője a birodalomban. Válide hiányában ezt a szerepet általában a haszeki szultána, vagyis a szultán felesége töltötte be. A címet először I. Szulejmán szultán édesanyja, Ajse Hafsza szultána viselte (1520-1534), a korábbi anyaszultánák a mehdi ülja címmel rendelkeztek.

## A tisztség elnyerése
A háremhölgyek általában rabszolgák voltak, és nem kötöttek házasságot az uralkodóval, de gyermekeik törvényesnek minősültek, ha az apjuk elismerte őket. Ennek ellenkezőjére először Hürrem szultánával került sor, ugyanis I. Szulejmán nem csak felszabadította, hanem feleségül is vette. A hercegek közt gyakran kegyetlen harc folyt a trónra kerülésért, és amelyik háremhölgynek fia volt, az igyekezett mindent megtenni, hogy a fia hatalomra kerüljön (az elterjedt tradíció a trónra nem került hercegek meggyilkolása vagy életfogytiglani bezárása volt). Ez a legügyesebb cselszövőknek kedvezett, így a válide pozícióját általában intelligens, jó politikus, intrikákban jártas asszony töltötte be, aki fiának a későbbiekben is hasznos tanácsadója lehetett. 

## A tisztséggel járó hatalom
Muszlim tradíció szerint az „anya joga Isten joga”, így a válide a szultán után a legfontosabb személy volt a birodalomban. A hárem úrnőjeként, legfőbb parancsolójaként saját lakrésszel rendelkezett a fiáé mellett, és saját személyzettel is. Ügyeibe a szultánnak sem volt közvetlen beleszólása. A gyengekezű vagy kiskorú szultánok mögött gyakran a válide állt, mint a hatalom gyakorlója. Ez különösen a 17. században volt jellemző, amikor alkalmatlan vagy gyermekkorú szultánok egész sora került trónra, így a válide, a válide hiányában pedig a haszeki szultána pozíciója még jelentősebbé vált. Ez az időszak, melyet a nők szultanátusának neveznek, a nagy hatalmú Hürrem szultánával, I. Szulejmán feleségével kezdődött. Szulejmán mellett Hürrem éppen az uralkodó ereje miatt válhatott oly befolyásossá, és nem pedig a szultán gyengekezűsége miatt. Bár ő maga sosem volt válide szultána, mivel Szulejmán előtt halt meg. A korszakot 1683-ig, Turhan Hatidzse szultána haláláig számítják.

## Válide szultánák
A válide szultánák listájához lásd a Válide szultánák listája cikket!

## Kapcsolódó szócikk
- Szultána
- Szultáni szeráj
- Válide szultánák listája